# Szerelmi taktikák
A Szerelmi taktikák (törökül: Aşk Taktikleri, angolul: Love Tactics) 2022-ben bemutatott török romantikus filmvígjáték, amelynek rendezője Emre Kabakuşak, forgatókönyvírója Pelin Karamehmetoğlu. A főszerepekben Demet Özdemir, Şükrü Özyıldız, Deniz Baydar és Özgür Ozan látható.
A filmet 2022. február 11-én mutatta be a Netflix.

## Rövid történet
Egy reklámszakember és egy divattervező-blogger nem hisznek a szerelemben, ezért fogadást kötnek, hogy az egyikőjük beleszeret a másikba - szokatlan taktikával.

## Szereplők
| Szerep | Színész        | Magyar hang         |
| ------ | -------------- | ------------------- |
| Aslı   | Demet Özdemir  | Bogdányi Titanilla  |
| Kerem  | Şükrü Özyıldız | Szatory Dávid       |
| Cansu  | Deniz Baydar   | Gyöngy Zsuzsa       |
| Servet | Özgür Ozan     | Forgács Gábor       |
| Emir   | Doğukan Polat  | Seder Gábor         |
| Meltem | Yasemin Yazıcı | Csuha Borbála       |
| Ezgi   | Hande Yılmaz   | Kiss Virág Magdolna |
| Tuna   | Atakan Çelik   | Bozsó Péter         |